# Proefbank voor Vuurwapens
De Proefbank voor Vuurwapens (Frans: Banc des Preuves) is een Belgische openbare instelling, een autonome instelling van openbaar nut met rechtspersoonlijkheid (categorie C). Ze werd opgericht met de ordonnantie van 10 mei 1672, uitgevaardigd door prins-bisscho Maximiliaan Hendrik van Beieren, met als doel: "het welzijn van de handel en de veiligheid van de gebruikers (van vuurwapens)".
De belangrijkste taak van de instelling is de controle op de individuele vuurwapenproef, die wapens test die in België geproduceerd of ingevoerd worden. Goedgekeurde wapens krijgen een specifieke stempel.
De rol van de proefbank werd nog uitgebreid met de Belgische wapenwetten van 1991, 2006 en 2018. In die laatste wet worden de opdrachten van de Proefbank opgesomd:
- het keuren en het certificeren van vuurwapens, onderdelen van vuurwapens en patronen, volgens de voorwaarden bepaald door de Koning;
- de opspoorbaarheid, de identificatie en de categorisatie van de in België gefabriceerde of ingevoerde vuurwapens overeenkomstig de wet van 8 juni 2006 houdende regeling van economische en individuele activiteiten met wapens;
- de homologatie van alarmwapens overeenkomstig het koninklijk besluit van 18 november 1996 tot indeling van sommige alarmwapens bij de categorie vergunningsplichtige vuurwapens;
- het neutraliseren, het ombouwen en het vernietigen van de vuurwapens overeenkomstig ze wet van 8 juni 2006 houdende regeling van economische en individuele activiteiten met wapens;
- het toezicht op vuurwapens, onderdelen van vuurwapens en alarmwapens binnen het kader van deze wet en haar uitvoeringsbesluiten;
- het attesteren van de technische kenmerken van vuurwapens;
- de kennisontwikkeling, het deelnemen aan nationale en internationale werkgroepen en de technische ondersteuning van overheden in het kader van de opdrachten vermeld in dit lid.